# Globalcaja
Globalcaja és una entitat financera de la comunitat autònoma de Castella-La Manxa (Espanya). Té la seu central a la ciutat d'Albacete.
Globalcaja és el resultat de la fusió de les caixes rurals d'Albacete, Ciudad Real i Conca. Va ser constituïda el 2011.
És l'entitat financiera més gran de Castella-La Manxa tant per les dimensions com pels beneficis. A més, és la segona caixa rural d'Espanya per beneficis i la cinquena per actius. El primer president en fou Higinio Olivares. Actualment n'ocupa el càrrec Carlos de la Sierra.
Compta amb tres fundacions (obra social).